# Ахмед Муса
Ахмед Муса (англ. Ahmed Musa, нар. 14 жовтня 1992, Джос, Нігерія) — нігерійський футболіст, півзахисник  збірної Нігерії.

## Клубна кар'єра

### Ранні роки
Ахмед почав займатися футболом у футбольній академії «Амінчі».

### Кар'єра в Нігерії
2008 року Муса на правах оренди виступав за команду Джоського Медуніверситету (JUTH). За команду зіграв 18 матчів, в яких 4 рази вразив ворота суперників. 2009 року футболіст відправився в свою другу оренду, в команду «Кано Пілларс». За сезон 2009/10 він зіграв за клуб в 25 матчах, забивши в них 18 голів, тим самим встановивши новий рекорд чемпіонату Нігерії за кількістю забитих м'ячів за сезон. Але, тим не менш, після закінчення сезону 2010/11 рекорд футболіста був побитий іншим нігерійським форвардом — Джуде Анеке, який забив 20 голів.

### «ВВВ-Венло»
Наступним клубом в кар'єрі футболіста став нідерландський «ВВВ-Венло», в який він перейшов влітку 2010 року. Але, оскільки футболісту на той момент було лише 17 років, відповідно до діючих правил ФІФА, він міг почати виступати за новий клуб не раніше 14 жовтня 2010 року, коли йому виповнилося 18 років.
30 жовтня Ахмед дебютував за свою нову команду. Того дня його клуб на своєму полі приймав «Гронінген». На 50 хвилині матчу він заробив пенальті, який реалізував марокканець Ахмед Ахаауі..
Навесні 2011 року спортивний директор «ВВВ-Венло» Маріо Каптейн повідомив про те, що на футболіста мають види скаути «Тоттенгема» та «Аякса».
1 травня, у матчі з «Феєнордом», футболіст зробив дубль та віддав одну гольову передачу, завдяки чому його команда перемогла з рахунком 3:2 та зняла з себе всі побоювання про виліт з Ередивізі. Всього в сезоні 2010/11 футболіст провів за «Венло» 23 матчі, в яких відзначився п'ятьма забитими м'ячами.
21 серпня 2011 року, одразу після повернення з молодіжного чемпіонату світу, футболіст зміг взяти участь у матчі третього туру чемпіонату Нідерландів сезону 2011/12 з амстердамським «Аяксом». Ахмед забив у цій грі два м'ячі, завдяки яким його команда вела в рахунку 2:0, але не змогла втримати перевагу і за 2 хвилини пропустила 2 м'ячі. Підсумком зустрічі став рахунок 2:2.
У грудні 2011 року спортивний директор «Венло» заявив про те, що Мусою цікавляться клуби з Англії, Німеччини та Росії.

### ЦСКА (Москва)

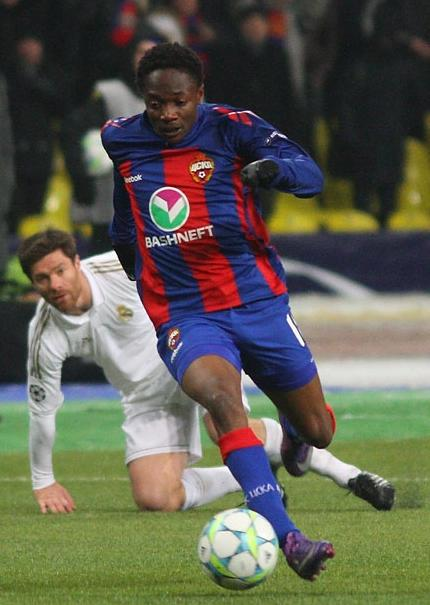
Ахмед Муса в дебютному для себе матчі у складі ЦСКА в грі проти «Реалу». 21 лютого 201

7 січня 2012 року «Венло» оголосив про досягнення домовленості з московським ЦСКА з приводу переходу Ахмеда Муси до табору «армійців». Пізніше сам футболіст підтвердив свій перехід в ЦСКА. 13 січня про операцію було оголошено офіційно. У заяві на офіційному сайті «армійців» йдеться про те, що Ахмед уклав п'ятирічний контракт з клубом. За даними сайту transfermarkt.de, трансфер футболіста обійшовся московському клубу в € 5.000.000. Грати в ЦСКА Ахмед почав під номером 18.
21 лютого дебютував у складі армійців в Лізі чемпіонів у матчі з мадридським «Реалом» (1:1). Футболіст провів на полі 64 хвилини, після чого Леонід Слуцький замінив його на Секу Олісе.
3 березня, в матчі з «Зенітом», відбувся дебют Ахмеда в російській Прем'єр-Лізі. Футболіст вийшов на поле в стартовому складі. На 68 хвилині зустрічі він забив гол, завдяки якому «армійці» зрівняли рахунок — 2:2. На 89 хвилині гри замість Муси на поле вийшов Кім Ін Сон.
У першій частині сезону 2012/2013, у зв'язку з серйозними травмами Сейду Думбія та Томаша Нецида, Ахмед став основним центральним нападником столичного клубу. 10 жовтня, в матчі з «Кубанню», Муса оформив дубль. У першому ж матчі після відновлення чемпіонату, забив у ворота «Крил Рад». Всього в сезоні 2012/13 Ахмед забив 11 м'ячів і став найкращим бомбардиром ЦСКА, а також, поряд з Русланом Мухаметшиним, третім бомбардиром чемпіонату. Наразі встиг відіграти за московських армійців 65 матчів в національному чемпіонаті, в яких забив 19 голів.

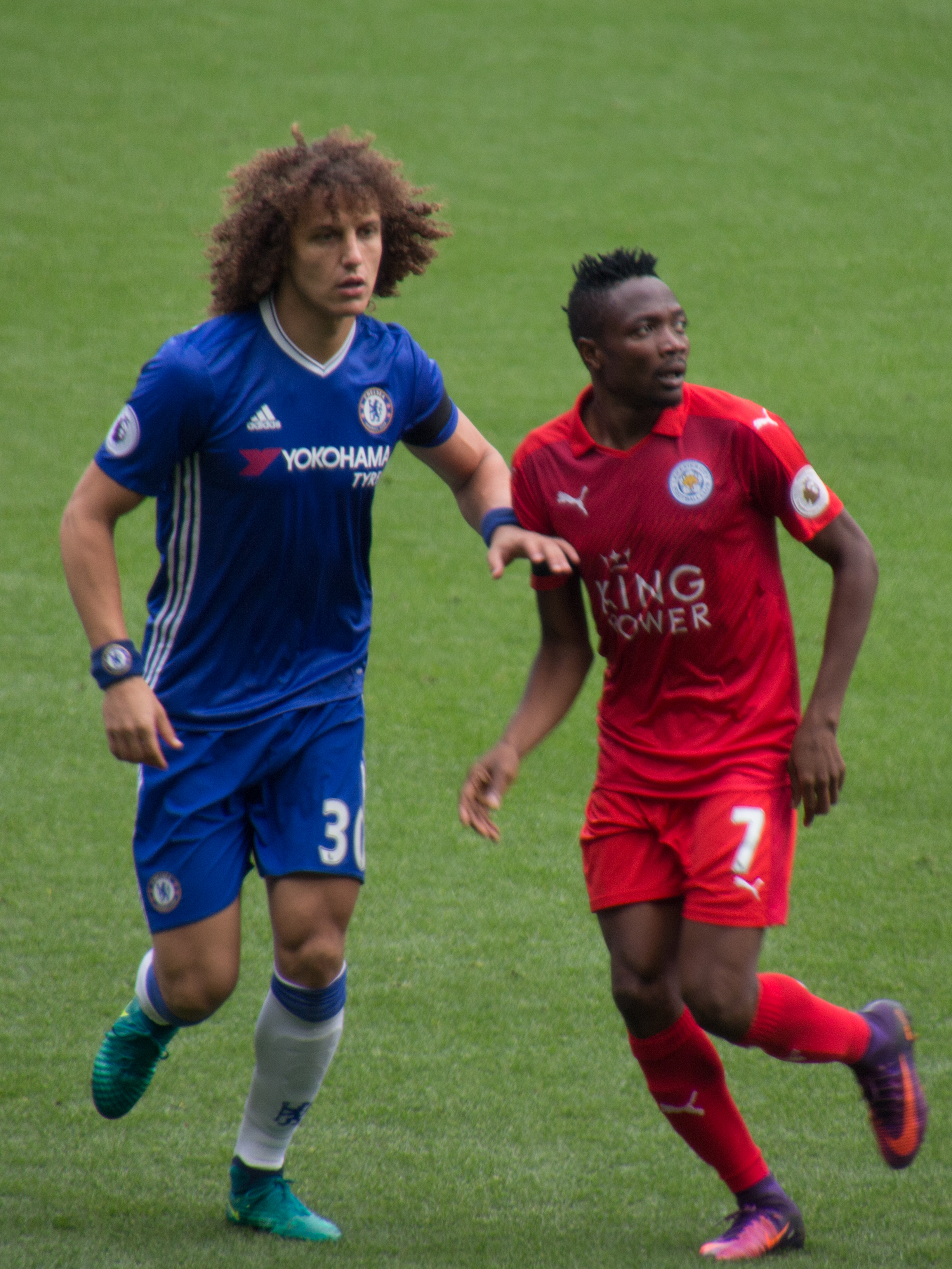
Ахмед Муса в матчі проти «Челсі»

У сезоні 2013/2014 Муса виграв у складі ЦСКА чемпіонат і Суперкубок Росії, весь сезон будучи гравцем основи. Клубний успіх дозволив йому закріпитися в основі національної збірної Нігерії, з якою він поїхав на чемпіонат світу, де став найкращим бомбардиром команди.
1 червня 2015 року Муса продовжив контракт з ЦСКА до літа 2019 года.

### «Лестер Сіті»
3 липня 2016 року Муса перейшов в англійський «Лестер Сіті» за 19,5 млн євро. Сума трансферу стала рекордною для «лис». В ході товариського Міжнародного кубка чемпіонів африканець оформив дубль у ворота «Барселони», вийшовши на заміну в перерві матчу. 29 жовтня в грі з «Тоттенгем Готспур» забив свій перший гол у англійській Прем'єр-лізі. У сезоні 2016/17 футболіст провів 21 матч у чемпіонаті (2 голи), 4 гри в Кубку Англії (2 голи), 1 матч у Кубку Футбольної ліги, а також 5 ігор в Лізі чемпіонів, як правило, виходячи на заміну. У літнє трансферне вікно 2017 року Муса хотів покинути «Лестер», перейшовши в іншу команду Прем'єр-ліги («Вест Бромвіч Альбіон абоБрайтон енд Гоув Альбіон»), але інтерес до нього виявляли лише «Фенербахче» та «Галл Сіті», який тренував Леонід Слуцький, що працював з Мусою в ЦСКА. У підсумку Муса залишився в йоркширському клубі.

### Оренда в ЦСКА
30 січня 2018 року стало відомо, що Муса на правах оренди до кінця сезону повернувся в ЦСКА. За словами директора ЦСКА Романа Бабаєва, клуби домовилися про безоплатну оренду. У команді взяв 7 номер, що раніше належав Зорану Тошичу. Перший гол після повернення забив 15 березня в другому гостьовому матчі 1/8 фіналу Ліги Європи проти «Ліона» (3:2). 15 квітня зрівняв рахунок у матчі 26-го туру чемпіонату Росії проти «Уфи» (1:1). Дві гольові передачі Муси у матчі проти «Амкара» (3:0) і дубль у ворота «Краснодара» у матчі 27-го туру (2:1) допомогли ЦСКА зайняти друге місце в турнірній таблиці. За підсумками сезону 2017/18 у складі ЦСКА Ахмед Муса зіграв у 16 матчах, забив 6 голів в чемпіонаті Росії і один гол у Лізі Європи.

### Подальша кар'єра
4 серпня 2018 року уклав контракт із саудівським «Аль-Насром» (Ер-Ріяд).

## Кар'єра у збірній

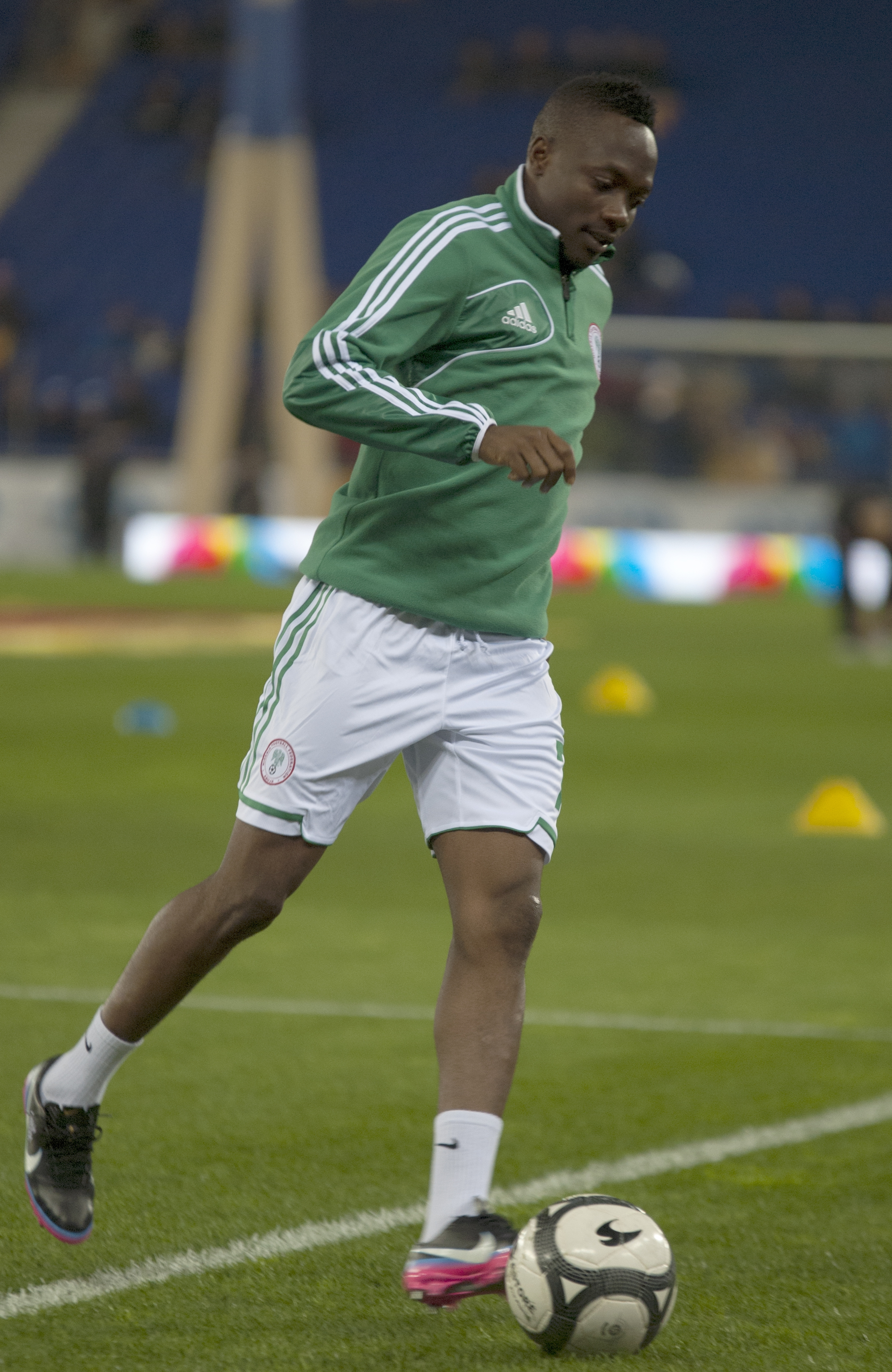
У збірній

2011 року футболіст грав за збірну Нігерії до 20 років. У її складі він брав участь на молодіжному Чемпіонаті Африки 2011 і на молодіжному Чемпіонаті світу 2011 (провів на цьому турнірі 5 матчів та забив 3 м'ячі, після чого був включений в список 10 кандидатів на отримання Золотого м'яча «Adidas», який вручається найкращому гравцеві молодіжного Чемпіонату світу). Всього на молодіжному рівні зіграв у 7 офіційних матчах, забив 4 голи.
З 2010 року Муса виступає за національну збірну Нігерії. Дебютував у її складі 5 вересня, в матчі проти збірної Мадагаскару (2:0), замінивши Джона Обі Мікела. Перший гол за національну команду забив у березні 2011 року в ворота збірної Кенії.
У лютому 2013 року Ахмед разом зі збірною Нігерії став переможцем Кубка африканських націй, що проходив у ПАР. На турнірі провів 5 матчів, в яких забив 1 гол. Влітку того ж року у складі збірної був учасником розіграшу Кубка конфедерацій у Бразилії, де збірна не змогла вийти з групи, а Муса зіграв в усіх трьох матчах, але голів не забивав.
Наступного року потрапив до заявки збірної на чемпіонат світу 2014 року в Бразилії, де став найкращим бомбардиром національної збірної, забивши два м'ячі у ворота збірної Аргентини, але матч був програний з рахунком 2:3.
У 2015 році Ахмед отримав національну нагороду «The Nigeria Pitch Award» в номінації «Футбольний нападаючий року».
11 жовтня 2015 року Муса був призначений капітаном збірної і став наймолодшим капітаном збірної Нігерії за її історію (був призначений капітаном у віці 22 років і 362 днів).
У 2018 році поїхав з командою на другий поспіль для себе чемпіонат світу 2018 року у Росії. Наступного року став бронзовим призером Кубка африканських націй 2019.
Наразі провів у формі головної команди країни 91 матч, забивши 17 голів.
| Дата       | Місто           | Господарі           | Результат | Гості                | Турнір                                             | Голи | Примітки       |
| ---------- | --------------- | ------------------- | --------- | -------------------- | -------------------------------------------------- | ---- | -------------- |
| 5-9-2010   | Калабар         | Нігерія             | 2 – 0     | Мадагаскар           | Відбір до Кубка африканських націй 2012            | -    | 75'            |
| 10-10-2010 | Конакрі         | Гвінея              | 1 – 0     | Нігерія              | Відбір до Кубка африканських націй 2012            | -    | 66'            |
| 9-2-2011   | Лагос           | Нігерія             | 2 – 1     | Сьєрра-Леоне         | товариський матч                                   | -    |                |
| 27-3-2011  | Абуджа (місто)  | Нігерія             | 4 – 0     | Ефіопія              | Відбір до Кубка африканських націй 2012            | -    |                |
| 29-3-2011  | Абуджа (місто)  | Нігерія             | 3 – 0     | Кенія                | товариський матч                                   | 1    |                |
| 1-6-2011   | Абуджа (місто)  | Нігерія             | 4 – 1     | Аргентина            | товариський матч                                   | -    | 46'            |
| 5-6-2011   | Аддис-Абеба     | Ефіопія             | 2 – 2     | Нігерія              | Відбір до Кубка африканських націй 2012            | -    |                |
| 4-9-2011   | Антананаріву    | Мадагаскар          | 0 – 2     | Нігерія              | Відбір до Кубка африканських націй 2012            | -    | 46'            |
| 6-9-2011   | Дакка           | Аргентина           | 3 – 1     | Нігерія              | товариський матч                                   | -    | 46'            |
| 11-10-2011 | Вотфорд         | Гана                | 0 – 0     | Нігерія              | товариський матч                                   | -    | 60'            |
| 12-11-2011 | Абуджа (місто)  | Нігерія             | 0 – 0     | Ботсвана             | товариський матч                                   | -    | 46'            |
| 15-11-2011 | Кадуна          | Нігерія             | 2 – 0     | Замбія               | товариський матч                                   | -    |                |
| 29-2-2012  | Кігалі          | Руанда              | 0 – 0     | Нігерія              | Відбір до Кубка африканських націй 2013            | -    | 66'            |
| 3-6-2012   | Калабар         | Нігерія             | 1 – 0     | Намібія              | Відбір до ЧС 2014                                  | -    | 60'            |
| 9-6-2012   | Блантайр        | Малаві              | 1 – 1     | Нігерія              | Відбір до ЧС 2014                                  | -    | 83'            |
| 16-6-2012  | Калабар         | Нігерія             | 2 – 0     | Руанда               | Відбір до Кубка африканських націй 2013            | 1    | 67'            |
| 8-9-2012   | Монровія        | Ліберія             | 2 – 2     | Нігерія              | Відбір до Кубка африканських націй 2013            | -    | 75'            |
| 13-10-2012 | Калабар         | Нігерія             | 6 – 1     | Ліберія              | Відбір до Кубка африканських націй 2013            | 1    | 87'            |
| 9-1-2013   | Фару            | Кабо-Верде          | 0 – 0     | Нігерія              | товариський матч                                   | -    | 61'            |
| 21-1-2013  | Нельспрюйт      | Нігерія             | 1 – 1     | Буркіна-Фасо         | Кубок африканських націй 2013 - 1-й етап           | -    | 70'            |
| 25-1-2013  | Нельспрюйт      | Замбія              | 1 – 1     | Нігерія              | Кубок африканських націй 2013 - 1-й етап           | -    | 69' — 89'      |
| 29-1-2013  | Рустенбург      | Ефіопія             | 0 – 2     | Нігерія              | Кубок африканських націй 2013 - 1-й етап           | -    | 65'            |
| 6-2-2013   | Дурбан          | Малі                | 1 – 4     | Нігерія              | Кубок африканських націй 2013 - півфінал           | 1    | 53'            |
| 10-2-2013  | Йоганнесбург    | Нігерія             | 1 – 0     | Буркіна-Фасо         | Кубок африканських націй 2013 - Фінал              | -    | 54'            |
| 23-3-2013  | Калабар         | Нігерія             | 1 – 1     | Кенія                | Відбір до ЧС 2014                                  | -    | 61'            |
| 5-6-2013   | Найробі         | Кенія               | 0 – 1     | Нігерія              | Відбір до ЧС 2014                                  | 1    |                |
| 12-6-2013  | Віндгук         | Намібія             | 1 – 1     | Нігерія              | Відбір до ЧС 2014                                  | -    |                |
| 17-6-2013  | Белу-Оризонті   | Таїті               | 1 – 6     | Нігерія              | Кубок Конфедерацій                                 | -    |                |
| 20-6-2013  | Салвадор        | Нігерія             | 1 – 2     | Уругвай              | Кубок Конфедерацій                                 | -    |                |
| 23-6-2013  | Форталеза       | Нігерія             | 0 – 3     | Іспанія              | Кубок Конфедерацій                                 | -    |                |
| 14-8-2013  | Дурбан          | ПАР                 | 0 – 2     | Нігерія              | товариський матч                                   | -    | 46'            |
| 7-9-2013   | Калабар         | Нігерія             | 2 – 0     | Малаві               | Відбір до ЧС 2014                                  | -    |                |
| 13-10-2013 | Аддис-Абеба     | Ефіопія             | 1 – 2     | Нігерія              | Відбір до ЧС 2014                                  | -    |                |
| 16-11-2013 | Калабар         | Нігерія             | 2 – 0     | Ефіопія              | Відбір до ЧС 2014                                  | -    |                |
| 18-11-2013 | Лондон          | Італія              | 2 – 2     | Нігерія              | товариський матч                                   | -    | 65'            |
| 5-3-2014   | Атланта         | Мексика             | 0 – 0     | Нігерія              | товариський матч                                   | -    | 60'            |
| 3-6-2014   | Честер          | Греція              | 0 – 0     | Нігерія              | товариський матч                                   | -    | 46'            |
| 16-6-2014  | Куритиба        | Іран                | 0 – 0     | Нігерія              | ЧС 2014 - 1-й етап                                 | -    |                |
| 21-6-2014  | Куяба           | Нігерія             | 1 – 0     | Боснія і Герцеговина | ЧС 2014 - 1-й етап                                 | -    | 65'            |
| 25-6-2014  | Порту-Алегрі    | Нігерія             | 2 – 3     | Аргентина            | ЧС 2014 - 1-й етап                                 | 2    |                |
| 30-6-2014  | Бразиліа        | Франція             | 2 – 0     | Нігерія              | ЧС 2014 - 1/8 фіналу                               | -    |                |
| 6-9-2014   | Калабар         | Нігерія             | 2 – 3     | Республіка Конго     | Відбір до Кубка африканських націй 2015            | -    | 64'            |
| 10-9-2014  | Кейптаун        | ПАР                 | 0 – 0     | Нігерія              | Відбір до Кубка африканських націй 2015            | -    |                |
| 11-10-2014 | Хартум          | Судан               | 1 – 0     | Нігерія              | Відбір до Кубка африканських націй 2015            | -    |                |
| 15-10-2014 | Абуджа (місто)  | Нігерія             | 3 – 1     | Судан                | Відбір до Кубка африканських націй 2015            | 2    | 90+2'          |
| 15-11-2014 | Пуент-Нуар      | Республіка Конго    | 0 – 2     | Нігерія              | Відбір до Кубка африканських націй 2015            | -    | 86'            |
| 19-11-2014 | Уйо             | Нігерія             | 2 – 2     | ПАР                  | Відбір до Кубка африканських націй 2015            | -    |                |
| 25-3-2015  | Уйо             | Нігерія             | 0 – 1     | Уганда               | товариський матч                                   | -    | 90'            |
| 29-3-2015  | Нельспрюйт      | ПАР                 | 1 – 1     | Нігерія              | товариський матч                                   | 1    |                |
| 13-6-2015  | Кадуна          | Нігерія             | 2 – 0     | Чад                  | Відбір до Кубка африканських націй 2017            | -    |                |
| 5-9-2015   | Дар-ес-Салам    | Танзанія            | 0 – 0     | Нігерія              | Відбір до Кубка африканських націй 2017            | -    |                |
| 8-9-2015   | Порт-Гаркорт    | Нігерія             | 2 – 0     | Нігерія              | товариський матч                                   | 1    | 63'            |
| 8-10-2015  | Візе            | Нігерія             | 0 – 2     | Республіка Конго     | товариський матч                                   | -    | кап. - 57'     |
| 11-10-2015 | Брюссель        | Нігерія             | 3 – 0     | Камерун              | товариський матч                                   | -    | кап. 21' — 79' |
| 13-11-2015 | Лобамба         | Есватіні            | 0 – 0     | Нігерія              | Відбір до ЧС 2018                                  | -    | кап.           |
| 17-11-2015 | Порт-Гаркорт    | Нігерія             | 2 – 0     | Есватіні             | Відбір до ЧС 2018                                  | -    | кап. - 75'     |
| 25-3-2016  | Кадуна          | Нігерія             | 1 – 1     | Єгипет               | Відбір до Кубка африканських націй 2017            | -    | 73'            |
| 29-3-2016  | Александрія     | Єгипет              | 1 – 0     | Нігерія              | Відбір до Кубка африканських націй 2017            | -    |                |
| 3-9-2016   | Уйо             | Нігерія             | 1 – 0     | Танзанія             | Відбір до Кубка африканських націй 2017            | -    |                |
| 9-10-2016  | Ндола           | Замбія              | 1 – 2     | Нігерія              | Відбір до ЧС 2018                                  | -    | 83'            |
| 12-11-2016 | Уйо             | Нігерія             | 3 – 1     | Алжир                | Відбір до ЧС 2018                                  | -    | 75'            |
| 23-3-2017  | Лондон          | Нігерія             | 1 – 1     | Сенегал              | товариський матч                                   | -    | 76'            |
| 1-6-2017   | Сен-Ле-ла-Форе  | Нігерія             | 3 – 0     | Того                 | товариський матч                                   | 2    | 46'            |
| 10-6-2017  | Уйо             | Нігерія             | 0 – 2     | ПАР                  | Відбір до Кубка африканських націй 2019            | -    | 59'            |
| 1-9-2017   | Уйо             | Нігерія             | 4 – 0     | Камерун              | Відбір до ЧС 2018                                  | 1    | 83'            |
| 10-11-2017 | Константіна     | Алжир               | 1 – 1     | Нігерія              | Відбір до ЧС 2018                                  | -    | 81'            |
| 14-11-2017 | Краснодар       | Аргентина           | 2 – 4     | Нігерія              | товариський матч                                   | -    | 70'            |
| 23-3-2018  | Вроцлав         | Польща              | 0 – 1     | Нігерія              | товариський матч                                   | -    | 59'            |
| 27-3-2018  | Лондон          | Нігерія             | 0 – 2     | Сербія               | товариський матч                                   | -    |                |
| 28-5-2018  | Порт-Гаркорт    | Нігерія             | 1 – 1     | ДР Конго             | товариський матч                                   | -    | 71'            |
| 2-6-2018   | Лондон          | Англія              | 2 – 1     | Нігерія              | товариський матч                                   | -    | 63' — 77'      |
| 6-6-2018   | Швехат          | Нігерія             | 0 – 1     | Чехія                | товариський матч                                   | -    | 79'            |
| 16-6-2018  | Калінінград     | Хорватія            | 2 – 0     | Нігерія              | ЧС 2018 - 1-й етап                                 | -    | 62'            |
| 22-6-2018  | Волгоград       | Нігерія             | 2 – 0     | Ісландія             | ЧС 2018 - 1-й етап                                 | 2    |                |
| 26-6-2018  | Санкт-Петербург | Нігерія             | 1 – 2     | Аргентина            | ЧС 2018 - 1-й етап                                 | -    | 90+2'          |
| 8-9-2018   | Вікторія        | Сейшельські Острови | 0 – 3     | Нігерія              | Відбір до Кубка африканських націй 2019            | 1    | кап.           |
| 13-10-2018 | Кадуна          | Нігерія             | 4 – 0     | Лівія                | Відбір до Кубка африканських націй 2019            | -    | кап. 81'       |
| 16-10-2018 | Сфакс           | Лівія               | 2 – 3     | Нігерія              | Відбір до Кубка африканських націй 2019            | 1    | кап.           |
| 17-11-2018 | Йоганнесбург    | ПАР                 | 1 – 1     | Нігерія              | Відбір до Кубка африканських націй 2019            | -    | кап. 81'       |
| 20-11-2018 | Асаба           | Нігерія             | 0 – 0     | Уганда               | товариський матч                                   | -    | кап. 70'       |
| 23-3-2019  | Асаба           | Нігерія             | 3 – 1     | Сейшельські Острови  | Відбір до Кубка африканських націй 2019            | -    | кап.           |
| 8-6-2019   | Асаба           | Нігерія             | 0 – 0     | Зімбабве             | товариський матч                                   | -    | 46' 64'        |
| 22-6-2019  | Александрія     | Нігерія             | 1 – 0     | Бурунді              | Кубок африканських націй 2019 - 1-й етап           | -    | 58'            |
| 26-6-2019  | Александрія     | Нігерія             | 1 – 0     | Гвінея               | Кубок африканських націй 2019 - 1-й етап           | -    | кап. 62'       |
| 30-6-2019  | Александрія     | Мадагаскар          | 2 – 0     | Нігерія              | Кубок африканських націй 2019 - 1-й етап           | -    |                |
| 6-7-2019   | Александрія     | Нігерія             | 3 – 2     | Камерун              | Кубок африканських націй 2019 - 1/8 фіналу         | -    | кап.           |
| 10-7-2019  | Каїр            | Нігерія             | 2 – 1     | ПАР                  | Кубок африканських націй 2019 - чвертьфінал        | -    | кап. 35' 81'   |
| 14-7-2019  | Каїр            | Алжир               | 2 – 1     | Нігерія              | Кубок африканських націй 2019 - півфінал           | -    | кап.           |
| 17-7-2019  | Каїр            | Туніс               | 0 – 1     | Нігерія              | Кубок африканських націй 2019 - матч за 3-тє місце | -    | кап. 75'       |
| 13-11-2019 | Уйо             | Нігерія             | 2 – 1     | Бенін                | Відбір до Кубка африканських націй 2021            | -    | 85'            |
| 17-11-2019 | Масеру          | Лесото              | 2 – 4     | Нігерія              | Відбір до Кубка африканських націй 2021            | -    | 66'            |
| Усього     |                 | Матчів (4 місце)    | 91        |                      | Голів (6 місце)                                    | 17   |                |

## Досягнення

### Командні

#### ЦСКА
- Чемпіон Росії (3): 2012–13, 2013–14, 2015–16
- Володар Кубка Росії (1): 2012–13
- Володар Суперкубка Росії (2): 2013, 2014

#### Ан-Наср
- Чемпіон Саудівської Аравії (1): 2018-19
- Володар Суперкубка Саудівської Аравії (1): 2020

#### Збірна Нігерії
- Переможець Кубка Націй Західної Африки (1): 2010
- Чемпіон Африки (U-20) (1): 2011
- Переможець Кубка африканських націй (1): 2013
- Бронзовий призер Кубка африканських націй: 2019

### Особисті
- Найкращий бомбардир чемпіонату Нігерії (1): 2009/10  (18 м'ячів)
- Найкращий бомбардир Кубка Росії (1): 2012/13  (4 м'ячі)
- Найкращий бомбардир у складі ЦСКА (1): 2012/13  (11 м'ячів)
- в списку 33 найкращих футболістів чемпіонату Росії (1): 2012/13